# NHK胆沢市野々テレビ中継局
NHK胆沢市野々テレビ中継局（エヌエイチケイいさわいちののテレビちゅうけいきょく）は、岩手県奥州市胆沢区に設置されていたNHK盛岡放送局の地上アナログテレビ放送中継局。地上デジタル放送中継局は開設されず、地デジ化後は一関や遠野、盛岡（新山放送所）などからの電波を受信している。

## 中継局概要
| チャンネル 番号 | 放送局名     | 空中線 電力       | ERP               | 放送対象地域 | 放送区域 内世帯数 | 運用開始日    |
| --------------- | ------------ | ----------------- | ----------------- | ------------ | ----------------- | ------------- |
| 50              | NHK 盛岡教育 | 映像3W/ 音声750mW | 映像17W/ 音声4.2W | 全国         | -                 | 1975年 8月8日 |
| 52              | NHK 盛岡総合 | 映像3W/ 音声750mW | 映像17W/ 音声4.2W | 岩手県       | -                 | 1975年 8月8日 |

- 所在地： 奥州市胆沢区若柳字宮坂[3]
- 奥州市胆沢区若柳地区西部（石淵ダム周辺を含む）をカバーしていた。なお、県域民放局は中継局を置いておらず、盛岡送信所などからの電波を受信していた。
- 2011年7月24日をもって廃止される予定だったが、東日本大震災の影響により、2012年3月31日に延期された。